# Helmut Heinhold
Helmut Heinhold (né le 1er juillet 1927 à Brême et mort le 7 novembre 2008 à Herne) est un rameur allemand.

## Biographie

### Palmarès

#### Aviron aux Jeux olympiques
- 1952 à Helsinki,  Finlande
  -  Médaille d'argent en deux barré[1]

#### Championnats d'Europe d'aviron
- 1953 à Copenhague,  Danemark
  -  Médaille d'argent en deux barré